# Stagno di Quartu
Lo stagno di Quartu è una zona umida situata nella Sardegna meridionale, in una vasta area stagnale che comprende anche gli stagni di Molentargius e Sa Perda Bianca e le saline di Cagliari, tutti ricompresi nel parco naturale regionale Molentargius - Saline, istituito nel 1999. Lo stagno appartiene amministrativamente al comune di Quartu Sant'Elena.
Già dagli anni '70 inserito nella lista delle zone umide di importanza internazionale predisposta sulla base della convenzione di Ramsar, in base alla direttiva comunitaria "Habitat" n. 92/43/CEE e "Uccelli" n. 79/409/CEE viene dichiarato sito di interesse comunitario (ITB040022) e zona di protezione speciale (ITB044002) e conseguentemente inserito nella rete Natura 2000, un sistema di aree dedicate alla conservazione della biodiversità, caratterizzate dalla presenza di habitat e specie faunistiche e floristiche di elevato interesse.